# Escobaria chlorantha
Escobaria chlorantha är en kaktusväxtart som först beskrevs av Georg George Engelmann, och fick sitt nu gällande namn av Franz Buxbaum. Escobaria chlorantha ingår i släktet Escobaria och familjen kaktusväxter. Inga underarter finns listade i Catalogue of Life.